# Broar (musikalbum)
Broar är en EP utgiven av det Stockholmsbaserade internationella folkpunk-bandet Crash Nomada, utgiven 2013. EP:n innehåller fyra spår och gavs ut digitalt samt som en 7" vinylskiva av Transnational Records. Vinylen släpptes i en begränsad upplaga om 100 exemplar med handgjort omslag av sandpapper.
En video till spåret Drar härifrån gjordes tillsammans med fotografen Damón Zurawski släpptes i juli 2013.

## Låtlista
1. Drar härifrån 3:31
2. Broar 2:59
3. Spöad av musiken 1:54
4. Aldrig bytas ut 1:59

## Bandmedlemmar
- Ragnar Bey - sång, akustisk gitarr
- Linus el Toro Fransson - trummor, percussion, sång
- Tomoko Sukenobu - bas, sång
- John Hagenby - gitarr, saz-cümbüs sång
- Walter Salé - dragspel, sång